# ZAP Québec
ZAP Québec est un organisme sans but lucratif (OSBL) dont le but est de faire de Québec une cité avec des accès à Internet, c’est-à-dire, à court terme, d'installer des Zones d'Accès Public à Internet sans fil et gratuites à travers la ville de Québec et sa région,,.
Cette organisation utilise des logiciels libres et des équipements Wi-Fi abordables pour partager des connexions internet à haut-débit.

## Description
ZAP Québec est entièrement opéré et géré par des bénévoles et a été créé en octobre 2006. Ses premiers points d'accès (Borne Wi-Fi) ont été installés en décembre 2006 et leur objectif est d'installer 200 ZAPs d'ici la fin de l'année 2008 (122 en date du 17 juillet 2008). Les installations sont faites dans des bars, des parcs, des restaurants, des cafés, des centres commerciaux, des centres communautaires et autres endroits publics.
Une équipe de bénévoles se charge de la configuration et de l'installation des équipements et voit aussi à assurer un support technique adéquat lorsque nécessaire. La contribution des commerçants et institutions qui offrent un point d'accès consiste à fournir la bande passante et routeur et à payer une cotisation annuelle de 50 $ à l'organisme, qui s'assure de faire la promotion de la liste des points d'accès sur son site web.
L'authentification des usagers se fait grâce au WiFiDog Captive Portal (en), développé par les gens de Île sans fil à Montréal.  Wifidog  est un logiciel  libre fonctionnant à la fois sur des serveurs d'authentification et d'un logiciel de portail captif installé dans la base sans fil. Cette architecture distribuée permet d'offrir un service de portail captif gratuit tout en réduisant les coûts par nœud installé au minimum (environ 100 $). Outre Montréal, Sherbrooke et Québec, le portail captif  Wifidog  est utilisé par les communautés sans fil de New York, Paris, Berlin, Brest, Marseille, Vancouver et Toronto. Une dizaine d'autres endroits dans le monde évaluent en ce moment le logiciel.